# ジョン・キング (第2代キング男爵)
第2代キング男爵ジョン・キング（英語: John King, 2nd Baron King FRS、1706年1月13日洗礼 – 1740年2月10日）は、グレートブリテン王国の貴族、政治家。

## 生涯
初代キング男爵ピーター・キングとアン・セイズ（Anne Seys、1689年頃 – 1767年7月1日、リチャード・セイズの娘）の長男として生まれ、1706年1月13日にセント・クレメント・デーンズで洗礼を受けた。1723年11月15日、ケンブリッジ大学クレア・カレッジに入学、同年にM.A.の学位を修得した。
1727年イギリス総選挙で与党ホイッグ党の候補としてローンストン選挙区から出馬、当選を果たした。以降は与党の一員として投票したが、消費税法案の議決では欠席した。1734年イギリス総選挙ではローンストン選挙区とエクセター選挙区の両方で当選したが、どちらの代表として議員を務めるかを決める前の1734年7月22日に父が死去したため、キング男爵の爵位を継承、庶民院議員を退任した。
1735年1月9日、王立協会フェローに選出された。また、1726年から1740年までOut-Ranger of Windsor Forestを務めた。
戦列艦ルビーに乗ってポルトガル王国へ療養に行く途上、1740年2月10日にリスボン沖で死去した。オッカムで埋葬された。弟ピーターが爵位を継承した。

## 家族
1726年5月、エリザベス・フライ（Elizabeth Fry、1711年5月3日 – 1734年1月28日、ジョン・フライの娘）と結婚した。